# Transient
Transient è il settimo album in studio del gruppo musicale statunitense Krieg, pubblicato nel 2014 dalla Candlelight Records.

## Tracce
1. Order of the Solitary Road – 5:43
2. Circling the Drain – 3:46
3. Return Fire – 4:15
4. To Speak with Ghosts – 4:42
5. Atlas with a Broken Arm – 5:08
6. Time – 5:10
7. Winter (cover degli Amebix) – 5:32
8. Walk with Them Unnoticed – 3:57
9. Ruin Our Lives – 5:34
10. Home – 7:38
11. Gospel Hand – 5:05

## Formazione

### Gruppo
- N.Jameson – voce, strumenti vari
- A.Poole – chitarra
- D. Zdanavage – chitarra
- D. Sykes – basso
- J. Dost – batteria
- Chris Grigg – rumore aggiuntivo